# Japan Hot 100
De Japan Hot 100 is een hitlijst die gepubliceerd wordt door Billboard. De lijst omvat statistieken van verkoopcijfers van singles die populair zijn in Japan. De gegevens zijn gebaseerd op verkoopcijfers, die samengesteld zijn door Plantech en Soundscan Japan. De grafiek wordt elke week gepubliceerd - elke woensdag op billboard-japan.com en elke donderdag om billboard.com.
Downloads worden niet meegerekend. De lijst bestaat sinds februari 2008.